# Hyaena hyaena
La iena striata (Hyaena hyaena Linnaeus, 1758) è una specie di iena originaria di Africa settentrionale e orientale, Medio Oriente, Caucaso, Asia centrale e subcontinente indiano. 
Viene classificata dalla IUCN come prossima alla minaccia (Near Threatened), in quanto la popolazione globale viene stimata a meno di 10.000 esemplari maturi, che devono tuttora fronteggiare persecuzioni dirette e accidentali, nonché i problemi correlati alla diminuzione delle prede; di conseguenza si stima che la popolazione totale rischia di diminuire del 10% nel corso delle prossime tre generazioni.
È la più piccola delle vere iene e mantiene molte caratteristiche primitive proprie dei viverridi andate perdute nelle specie più grandi, come un cranio più piccolo e meno specializzato. Sebbene sia prevalentemente una divoratrice di carogne, gli esemplari più grandi sono in grado di uccidere le proprie prede e in rari casi sono stati registrati anche attacchi agli esseri umani. La iena striata è un animale monogamo e maschi e femmine si aiutano tra loro nell'allevamento dei piccoli. Animale notturno, la iena striata esce generalmente allo scoperto solo nella completa oscurità e si ritira velocemente nel proprio rifugio prima del sorgere del sole. Nonostante abbia l'abitudine di fingersi morta quando viene attaccata, fronteggia coraggiosamente anche predatori di dimensioni maggiori nelle dispute per il cibo.
La iena striata è un soggetto piuttosto frequente nel folklore mediorientale e asiatico. In alcune aree, a certe parti del suo corpo vengono attribuiti poteri magici ed esse vengono pertanto utilizzate come filtri o talismani. Viene inoltre citata nella Bibbia ebraica, dove viene indicata come tzebua o zevoa, nonostante non compaia in alcune traduzioni della Bibbia in italiano.

## Evoluzione
La specie potrebbe essersi evoluta a partire da H. namaquensis, vissuta in Africa durante il Pliocene. Resti fossili di iena striata sono comuni in tutta l'Africa: i più antichi risalgono al Pleistocene medio e alcuni addirittura al Villafranchiano. Dal momento che i suoi fossili sono del tutto assenti nella regione mediterranea, è probabile che la specie abbia invaso l'Eurasia in un'epoca relativamente tarda, espandendo il suo areale a partire dall'Africa solo dopo la scomparsa in Asia delle iene maculate alla fine dell'ultimo periodo glaciale. Durante il Pleistocene, in alcuni periodi, la iena striata fu presente anche in Europa, specialmente in Francia e in Germania. Suoi resti sono stati inoltre rinvenuti a Montmaurin, ad Hollabrunn in Austria, nella grotta di Furninha in Portogallo e nelle grotte di Genista a Gibilterra. La forma europea era simile nell'aspetto agli esemplari attuali, ma aveva dimensioni superiori, paragonabili a quelle della iena bruna.

## Descrizione

### Aspetto

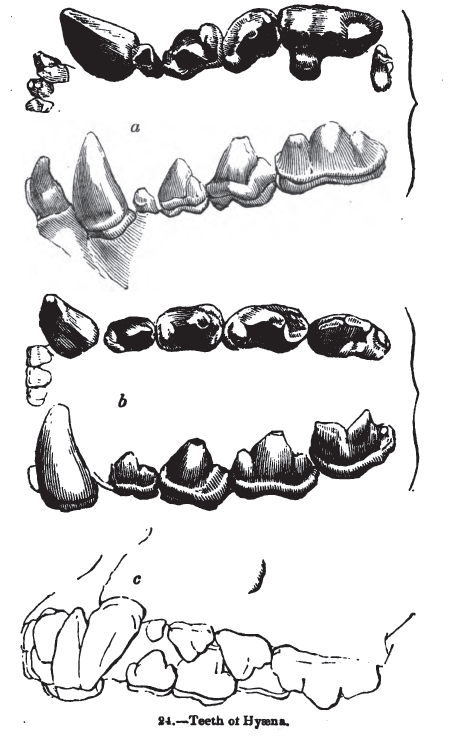
La dentatura in un disegno tratto da Sketches in Natural History di Knight.

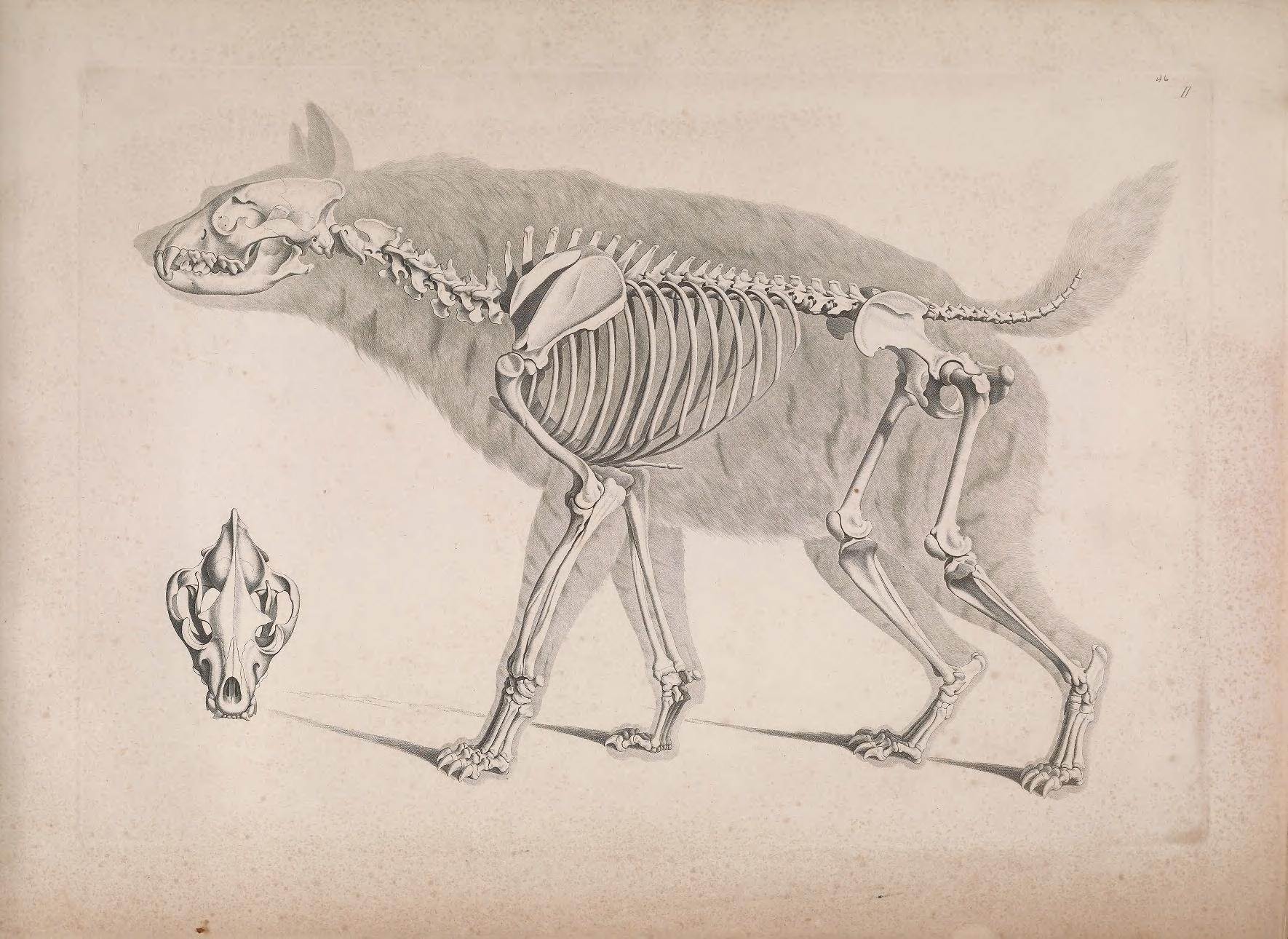
Scheletro.

La iena striata ha torso piuttosto massiccio, ma breve, sorretto da lunghe zampe. Le zampe posteriori sono notevolmente più corte di quelle anteriori, e pertanto la linea del dorso digrada verso il basso. Le zampe sono relativamente sottili e deboli; quelle anteriori si piegano in corrispondenza della regione carpale. Il collo è spesso, lungo e in gran parte immobile, mentre la testa è pesante e massiccia con la regione facciale accorciata. Gli occhi sono piccoli, mentre le orecchie a punta sono molto grandi, larghe e posizionate in alto sulla testa. Come tutte le iene, la iena striata possiede grossi cuscinetti plantari, nonché artigli smussati ma forti. La coda è corta e i peli alla sua estremità non scendono al disotto del tendine di Achille. Le femmine di iena striata non possiedono il clitoride ingrossato e la falsa sacca scrotale tipiche dei genitali femminili della iena maculata. La femmina possiede 3 paia di capezzoli. Il peso degli esemplari adulti può variare tra i 22 e i 55 kg, ma la media si aggira intorno ai 35 kg. Il corpo misura tra gli 85 e i 130 cm di lunghezza, esclusa la coda, lunga tra i 25 e i 40 cm, e l'altezza al garrese oscilla tra i 60 e gli 80 cm. Il maschio possiede una grossa tasca di pelle nuda situata in prossimità dell'apertura anale. In essa si aprono grandi ghiandole anali, situate al di sopra dell'ano. Tra le aperture delle ghiandole anali e al di sopra di queste sono presenti ghiandole sebacee. Durante alcune interazioni sociali e l'accoppiamento, l'ano può essere estroflesso anche per una lunghezza pari a 5 cm. Quando viene attaccata, la iena striata estroflette il retto e spruzza un liquido dall'odore pungente dalle ghiandole anali. La vista è acuta, ma i sensi dell'olfatto e dell'udito sono deboli.

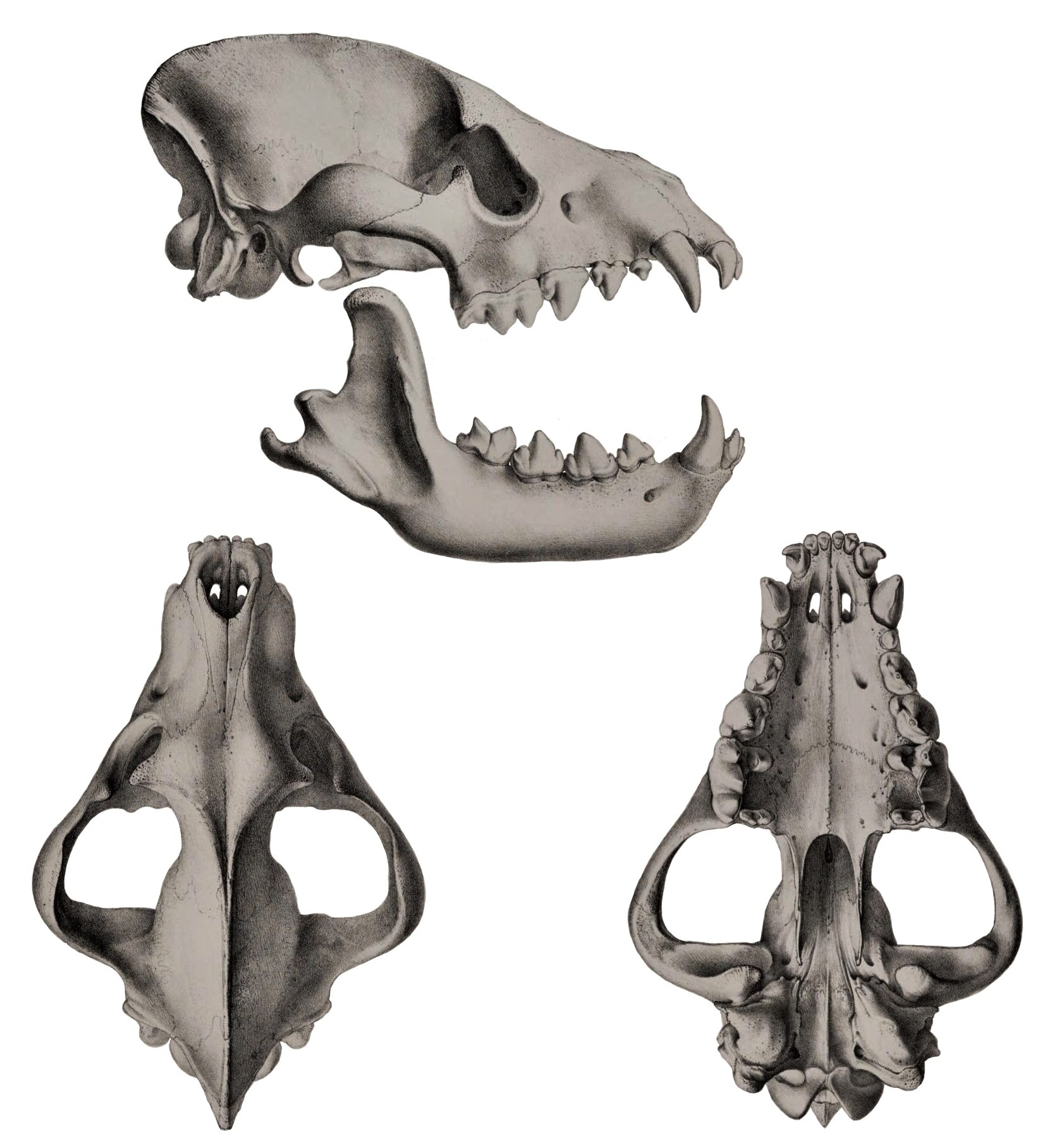
Cranio

Il cranio, con una cresta sagittale molto alta, una regione facciale accorciata e un osso frontale di forma bombata, è tipico esclusivamente di questo genere. Esso differisce sia da quello della iena bruna che da quello della iena maculata per le dimensioni inferiori e la struttura leggermente meno massiccia. Ciononostante, presenta ugualmente una struttura possente, ben adatta per ancorare muscoli masseteri eccezionalmente forti che consentono all'animale di frantumare con un morso il femore di un cammello. Nonostante nel complesso i denti siano più piccoli di quelli della iena maculata, il molare superiore della iena striata è notevolmente più grande. La formula dentaria è I 3/3, C 1/1, P 4/3 e 0-1/1.

### Manto
Il manto invernale è insolitamente lungo e uniforme per un animale di tali dimensioni, e presenta, tra l'altro, una vistosa criniera di peli lunghi e resistenti lungo il dorso, dall'occipite alla base della coda. La pelliccia è generalmente ruvida e setolosa, ma la sua consistenza varia a seconda della stagione. In inverno essa è piuttosto fitta e soffice, con un sottopelo ben sviluppato. Durante questo periodo i peli di guardia dei fianchi misurano 50-75 mm di lunghezza, quelli della criniera 150-225 mm e quelli della coda 150 mm. In estate, al contrario, la pelliccia è molto più corta, ruvida e priva di sottopelo, ma la criniera rimane lunga.
In inverno il manto è generalmente grigio-brunastro sporco o grigio sporco. I peli della criniera hanno la base di colore grigio chiaro o bianco e l'estremità di colore nero o marrone scuro. Il muso è sempre scuro, bruno-grigiastro, grigio-brunastro o nero, mentre la sommità della testa e le guance sono di colore molto più chiaro. Le orecchie sono quasi nere. Sulla parte anteriore del collo è presente una grossa macchia nera, separata dal mento da una zona chiara. Una grossa zona di colore chiaro si estende dai fianchi fino alla parte posteriore delle guance. La superficie interna ed esterna delle zampe anteriori è ricoperta da piccole macchie scure e strisce trasversali. Sui fianchi vi sono quattro strisce verticali indistinte e file di macchie diffuse. Sulla superficie esterna delle cosce vi sono 3-4 distinte fasce verticali od oblique che sfumano pian piano nelle strisce trasversali della porzione inferiore delle zampe. La punta della coda è nera con sottopelo bianco.

### Variabilità geografica
In passato venivano riconosciute cinque sottospecie di iena striata:
- H. h. hyaena Linnaeus, 1758, la iena striata indiana, diffusa in Afghanistan, Azerbaigian, India, Iran, Iraq, Kirghizistan, Nepal, Pakistan, Tagikistan, Turchia, Turkmenistan e Uzbekistan, ed estinta in Kazakistan e Cina;
- H. h. barbara de Blainville, 1844, la iena striata berbera, diffusa in Algeria, Burkina Faso, Camerun, Ciad, Mali, Marocco, Mauritania, Libia, Niger, Nigeria e Tunisia;
- H. h. dubbah Meyer, 1793, la iena striata sudanese, diffusa in Egitto, Etiopia, Kenya, Libia, Somalia, Sudan, Sudan del Sud, Tanzania e Uganda;
- H. h. sultana Pocock, 1934, la iena striata araba, diffusa in Arabia Saudita, Emirati Arabi Uniti, Oman e Yemen;
- H. h. syriaca Matschie, 1900, la iena striata siriana, diffusa in Giordania, Iraq, Israele, Siria e Turchia.

Attualmente non viene più riconosciuta alcuna sottospecie, ma le varie popolazioni di iena striata presentano indubbiamente un certo livello di variabilità a seconda della parte dell'areale occupato. Gli esemplari della penisola arabica, per esempio, hanno una criniera dorsale di colore nerastro particolarmente pronunciata, con peli che nella parte mediana del dorso possono raggiungere i 20 cm di lunghezza. Le iene arabe presentano una colorazione di base che varia dal grigio al grigio-biancastro, muso grigio scuro e una zona di colore giallo-camoscio sotto gli occhi. In Israele le iene possiedono una cresta dorsale di colore misto grigio e nero, anziché prevalentemente nera. Gli esemplari di maggiori dimensioni sono quelli provenienti dal Medio Oriente, dall'Asia minore, dall'Asia centrale e dal subcontinente indiano, mentre quelli più piccoli sono quelli che vivono in Africa orientale e nella penisola arabica.

## Biologia

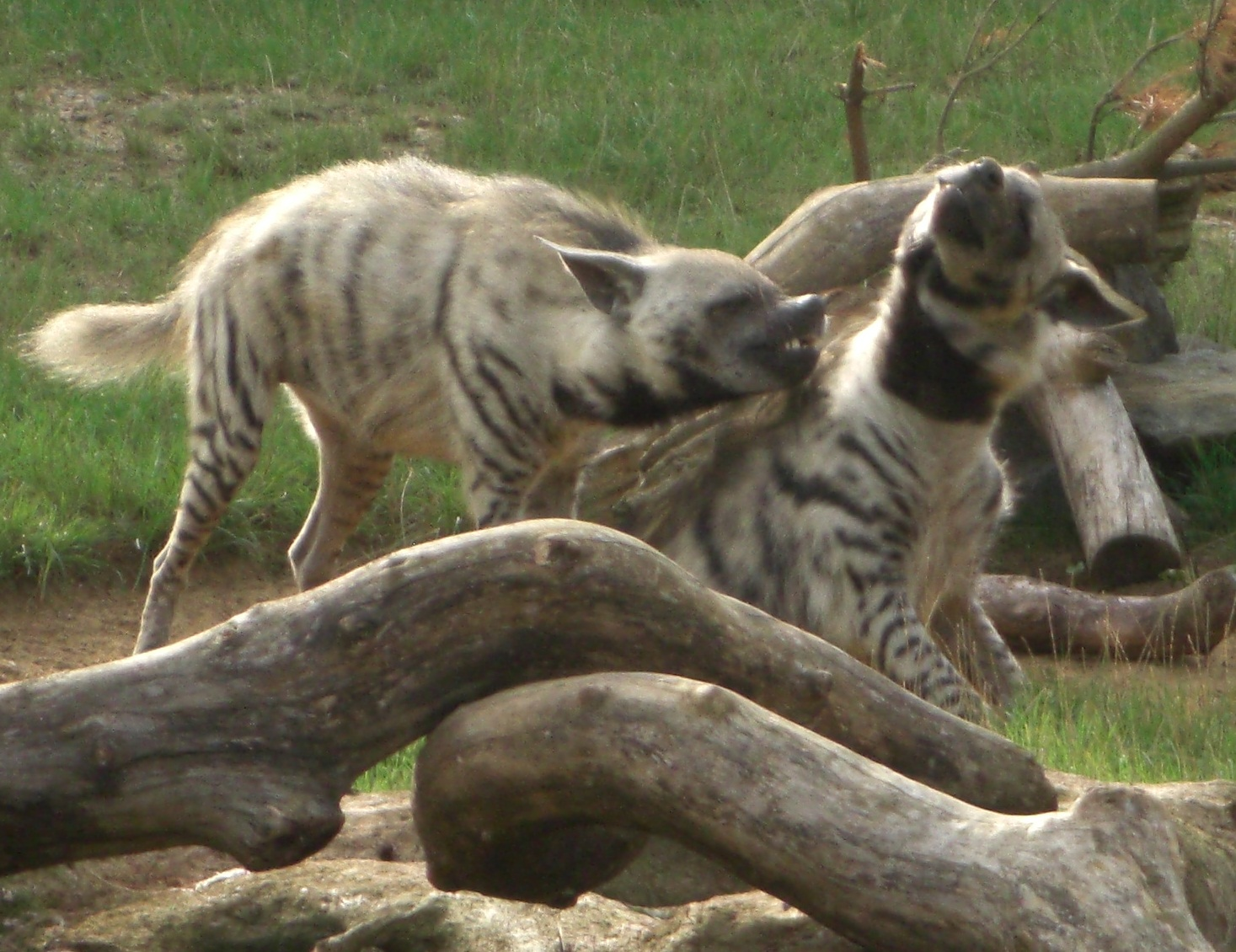
Una coppia di iene allo zoo di Colchester.

### Comportamento sociale e territoriale
La iena striata è un animale prevalentemente notturno, che lascia solitamente il suo rifugio al calare delle tenebre per poi farvi ritorno prima dell'alba. Vive generalmente in gruppi di 1-2 esemplari, ma in Libia sono noti branchi costituiti anche da sette individui. Non è un animale particolarmente territoriale e i territori appartenenti a più gruppi spesso si sovrappongono tra loro. Nel Serengeti l'estensione di ciascun territorio è di 44-72 km², mentre nel Negev ne è stato registrato uno di 61 km². Quando marcano il territorio, le iene striate utilizzano il secreto della propria tasca anale (noto come «burro di iena») per marcare erba, steli, pietre, tronchi d'albero e altri oggetti. Durante le manifestazioni di aggressività tra conspecifici, i peli neri della criniera vengono eretti. Mentre combattono, le iene striate cercano di mordere l'avversario alla gola o alle zampe, ma mai sulla criniera, che agisce come un dispositivo di segnalazione. Quando si salutano a vicenda, si leccano la regione mediana del dorso, si annusano il naso, protrudono la propria tasca anale o si toccano la gola con la zampa. Questa specie non è così rumorosa come la iena maculata e le sue vocalizzazioni sono limitate ad una sorta di risata e ad un ululato.

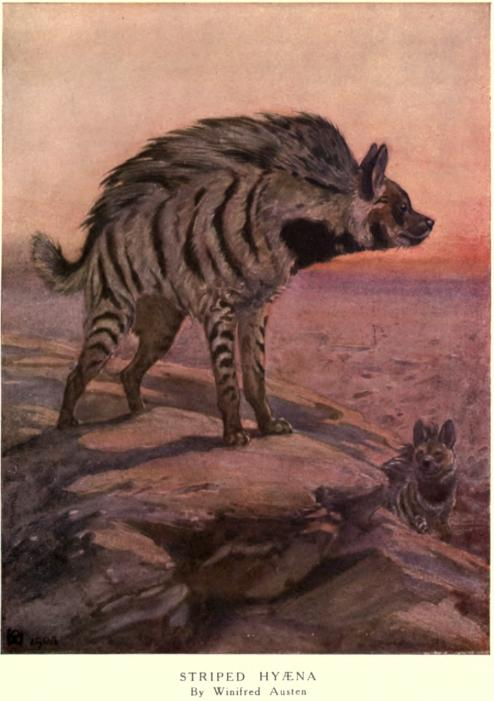
Disegno tratto da Wild Beasts of the World di Frank Finn (1909).

### Riproduzione
La iena striata è monogama e in ciascuna coppia il maschio aiuta la femmina a insediarsi in una tana, ad allevare i piccoli e a procurarle il cibo dopo la nascita dei piccoli. La stagione degli amori varia a seconda delle località: in Transcaucasia le iene si riproducono in gennaio-febbraio, mentre quelle che vivono nel sud-est del Turkmenistan si riproducono in ottobre-novembre. In cattività la specie può riprodursi in ogni periodo dell'anno. L'accoppiamento può avere luogo in ogni ora del giorno e durante l'amplesso il maschio morde la pelle del collo della femmina.
La gestazione dura 90-91 giorni. Alla nascita i piccoli sono privi delle striature tipiche degli adulti, hanno gli occhi chiusi e le orecchie piccole. Ciò contrasta nettamente con quanto avviene con i piccoli di iena maculata, che nascono quasi completamente sviluppati, seppur ricoperti da un manto nero e non chiazzato. Gli occhi si aprono dopo 7-8 giorni e i piccoli lasciano la tana ad un mese di età. Sono svezzati all'età di 2 mesi e vengono in seguito alimentati da entrambi i genitori. Nonostante vengano assistite dal maschio, le femmine di iena sono molto protettive nei confronti dei propri piccoli e allontanano con forza il proprio partner da essi se questo si avvicina troppo. In autunno i piccoli sono grandi la metà dei genitori. In natura le iene striate possono vivere fino a 12 anni, mentre in cattività possono raggiungerne anche 23.

### Tana
La iena striata può scavarsi la propria tana da sé o stabilirsi in rifugi già esistenti, come caverne, fessure nella roccia, canali di erosione e cavità occupate in precedenza da istrici, lupi, facoceri e oritteropi. Le tane di iena possono essere facilmente riconoscibili per la presenza di ossa presso l'ingresso. La iena striata si nasconde in caverne, anfratti, fosse, fitti boschetti, canneti e ciuffi di erba alta per ripararsi dai predatori, dal caldo o dal freddo invernale. Le dimensioni e la struttura della tana variano a seconda della località: quelle nel Karakum presentano ingressi larghi 0,67-0,72 m e si inoltrano per 4,15-5 m nel sottosuolo, senza estensioni laterali o camere speciali. Al contrario, le tane degli esemplari che vivono in Israele sono molto più elaborate e grandi e possono addirittura raggiungere i 27 m di lunghezza.

### Alimentazione

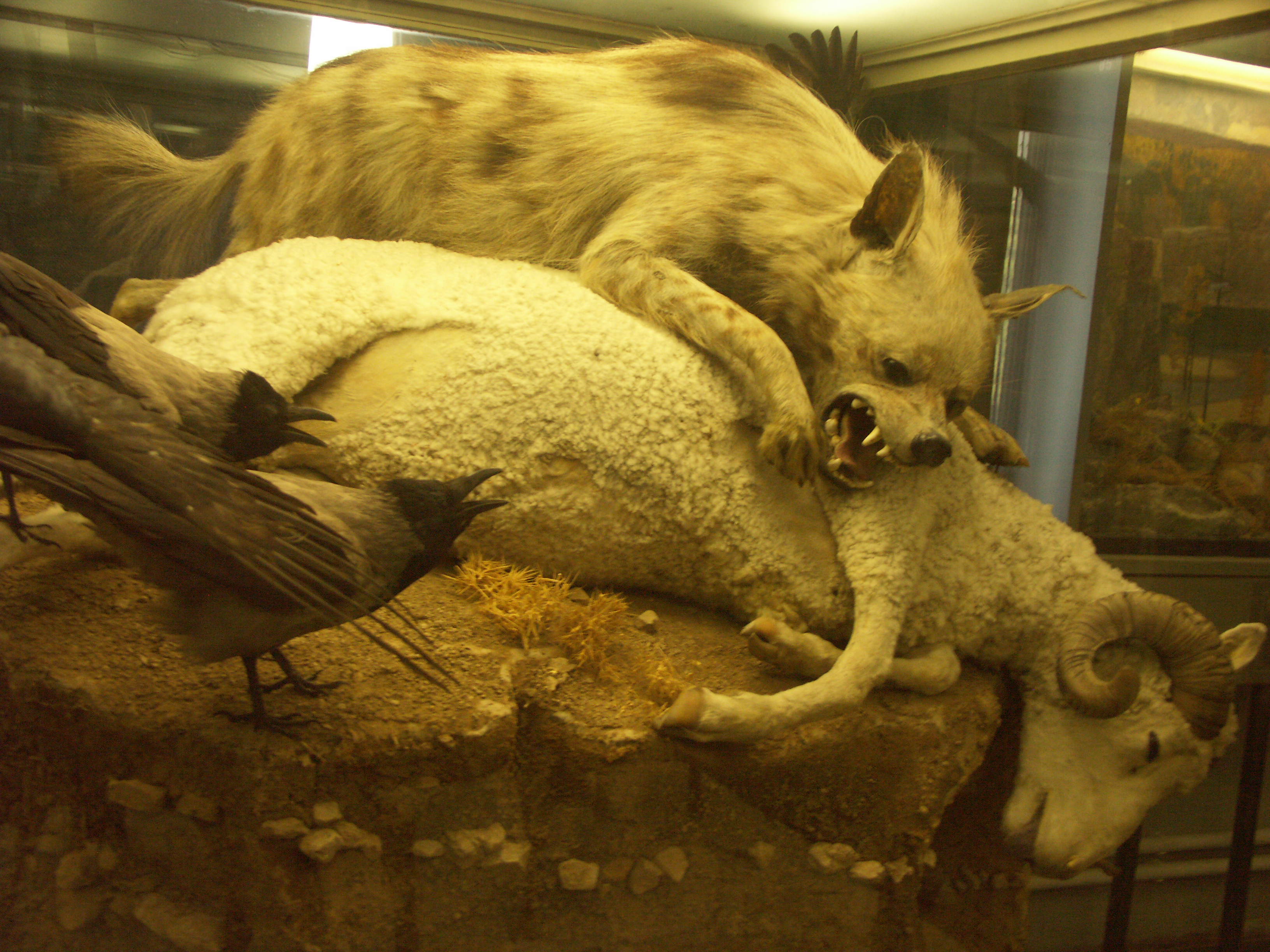
Esemplare impagliato difende una carcassa di pecora dalle cornacchie grigie in un diorama del museo di zoologia di San Pietroburgo.

La iena striata è prevalentemente una divoratrice di carogne che si nutre soprattutto di carcasse di ungulati in differenti stadi di decomposizione, consumandone anche ossa fresche, cartilagini, legamenti e midollo osseo. Frantuma le ossa lunghe in pezzi più minuti che successivamente inghiotte, ma talvolta ossa intere vengono ingoiate in un solo boccone. La iena striata non è affatto schizzinosa per quanto riguarda la dieta, ma ha una particolare avversione per la carne di avvoltoio. Occasionalmente attacca e uccide qualsiasi animale che possa sopraffare. Quando va a caccia, insegue la preda fino allo sfinimento, per poi dilaniarne i fianchi o l'inguine e infliggendo ferite mortali strappandone le viscere. In Turkmenistan la specie si nutre di cinghiali, kulan, istrici e testuggini. In Uzbekistan e Tagikistan un'importante fonte di cibo stagionale è costituita dai frutti dell'olivo di Boemia, mentre nel Caucaso consuma grandi quantità di cavallette. In Israele la iena striata si nutre di rifiuti, carogne e frutta. Nelle regioni orientali della Giordania le sue principali fonti di cibo sono le carcasse dei cavalli e dei bufali d'acqua che vivono allo stato brado e i rifiuti dei villaggi. È stato ipotizzato che solamente le grosse iene di Medio Oriente, Asia minore, Asia centrale e subcontinente indiano attacchino grosse prede, in quanto non vi è alcuna prova ad indicare che le più piccole cugine dell'Arabia e dell'Africa orientale possano fare altrettanto. A causa della sua dieta saprofaga, la iena striata ha bisogno di assumere maggiori quantità di acqua rispetto alla maggior parte degli altri carnivori per sopravvivere. Quando mangia, la iena striata ingurgita grandi quantità di cibo fin quando non si sente soddisfatta, ma le iene con i piccoli trasportano cibo nelle tane. A causa dell'alto contenuto di calcio nella dieta, le feci della iena striata diventano bianche molto rapidamente e possono essere visibili anche da grande distanza.

### Relazioni con altri predatori
In Medio Oriente ed Asia centrale, principale competitore della iena striata è il lupo. In quest'ultima area, addirittura, gran parte della dieta della iena è costituita dalle carcasse di prede abbattute dai lupi. La iena striata riesce facilmente ad allontanare un lupo negli scontri uno contro uno, ma quando i lupi agiscono in branco possono riuscire ad allontanare singole iene dalle carcasse. In alcuni casi, tuttavia, esemplari delle due specie sono stati visti condividere la stessa tana. Siamo a conoscenza di rare occasioni in cui delle iene striate si spostano in compagnia di branchi di lupi, vivendo in perfetta sintonia con loro, senza che le due specie si aggrediscano. Entrambi i predatori possono trarre beneficio da questa insolita alleanza, in quanto le iene hanno un senso dell'olfatto più sviluppato e una maggiore resistenza, mentre i lupi sono più esperti nel riuscire ad atterrare grosse prede. Le volpi rosse possono competere con le iene striate per il possesso di carcasse di grosse dimensioni. Le volpi rosse possono cedere il passo alle iene nei casi di carcasse intatte, non ancora aperte, in quanto le più forti mascelle di queste ultime possono facilmente farsi strada nella carne fresca, troppo dura per le volpi. Le volpi possono molestare le iene, sfruttando le minori dimensioni e la maggiore velocità per evitare i loro attacchi. Talvolta, le volpi sembrano tormentare deliberatamente le iene perfino quando non vi è in ballo del cibo. Alcune volpi, tuttavia, possono pagare cari i loro attacchi ed essere uccise.
La specie si ciba frequentemente delle prede uccise da felini come tigri, leopardi, ghepardi e caracal. Anche un caracal, tuttavia, può allontanare una giovane iena da una carcassa. La iena può facilmente vincere in dispute uno contro uno per una carcassa con ghepardi e cuccioli di tigre, ma deve cedere il posto agli esemplari adulti di quest'ultima.

## Distribuzione e habitat
L'areale storico della iena striata comprendeva l'Africa a nord del Sahel, ivi compreso quest'ultimo, l'Africa orientale fino alla Tanzania a sud, la penisola arabica e il Medio Oriente fino alle coste del Mediterraneo, la Turchia, l'Iraq, il Caucaso (Azerbaigian, Armenia e Georgia), l'Iran, il Turkmenistan, l'Uzbekistan, il Tagikistan, l'Afghanistan (escluse le regioni più elevate dell'Hindu Kush) e il subcontinente indiano. Oggi la distribuzione della specie è molto frammentata nella maggior parte delle aree in cui essa risiede, e di conseguenza la iena striata è presente in molte popolazioni isolate, in particolar modo nella maggior parte dell'Africa occidentale e del Sahara e in alcune parti del Medio Oriente, del Caucaso e dell'Asia centrale. La distribuzione della specie, tuttavia, è ancora continua in vaste aree di Etiopia, Kenya e Tanzania. L'entità delle popolazioni in Pakistan, Iran e Afghanistan è sconosciuta, ma la specie è particolarmente diffusa in India, nelle aree aperte della penisola del Deccan. Durante il recente conflitto in Afghanistan, la specie è stata avvistata di tanto in tanto nella provincia di Kandahar, ma non sappiamo se essa vi risieda stabilmente.
| Paese                                    | Popolazione                 | Stato di conservazione                                                                         | Minacce/Protezione |  |
| ---------------------------------------- | --------------------------- | ---------------------------------------------------------------------------------------------- | --- |  |
| Afghanistan                              | Sconosciuta                 | Dati insufficienti                                                                             | Le iene striate vengono catturate, sia per i combattimenti che per scopi farmacologici. |  |
| Algeria                                  | 50-100                      | In pericolo                                                                                    | Sebbene protette dal decreto nº 83-509, in Algeria le iene striate stanno diminuendo a causa del bracconaggio, degli incendi boschivi e del disturbo dei siti ove vi sono le tane. |  |
| Arabia Saudita                           | 100-1000                    | In pericolo                                                                                    | Nonostante non siano perseguitate ufficialmente, alle iene arabe non è garantito alcun tipo di protezione, e sono vittima di un intenso bracconaggio. |  |
| Burkina Faso                             | 100-1000                    | Dati insufficienti                                                                             | La popolazione di iene striate del Burkina Faso è scarsa ma stabile: la caccia è permessa solamente al di fuori dei parchi nazionali e come rappresaglia per le uccisioni del bestiame. |  |
| Camerun                                  | 100-1000                    | Dati insufficienti                                                                             | Le iene striate del Camerun non godono né di protezione né di particolari attenzioni. |  |
| Caucaso (Armenia, Azerbaigian e Georgia) | 150-200                     | In pericolo                                                                                    | La specie è in declino in tutti e tre i paesi a causa della caccia per la sua pelliccia e per rappresaglia dopo gli attacchi agli esseri umani. Altri fattori di minaccia sono la distruzione dell'habitat, la diminuzione delle popolazioni di grandi erbivori e i cambiamenti nelle pratiche di allevamento del bestiame.                                                                                 |  |
| Ciad                                     | Sconosciuta                 | Dati insufficienti                                                                             | |  |
| Egitto                                   | 1000-2000                   | Dati insufficienti                                                                             | Le iene striate non godono di alcuna protezione e vengono sia cacciate che avvelenate come animali nocivi. Inoltre vi è scarsa disponibilità di carcasse di animali di cui si possano cibare. |  |
| Emirati Arabi Uniti                      | 0                           | Probabilmente estinta                                                                          | |  |
| Etiopia, Gibuti ed Eritrea               | Sconosciuta                 | Rischio minimo in Etiopia e dati insufficienti in Eritrea, con nessuna segnalazione nel Gibuti | In Etiopia le iene sono protette ai termini dell'allegato 5 del Regolamento per la Conservazione della Fauna Selvatica (1974), ma possono essere cacciate, dopo il pagamento di una somma di 40 birr etiopi (cifra pari a 20 dollari), per scopi scientifici, educativi o zoologici. |  |
| Giordania                                | Sconosciuta                 | In pericolo                                                                                    | Le iene sono oggetto di una caccia accanita, in quanto considerate pericolose per l'uomo. |  |
| India                                    | 1000-3000                   | Dati insufficienti                                                                             | Nonostante in India le iene siano protette, il regolamento viene fatto rispettare solamente all'interno delle aree protette, e la popolazione è in declino a causa del bracconaggio, della competizione con i leopardi per i rifugi e della diminuzione delle fonti alimentari. |  |
| Iran                                     | Sconosciuta                 | Dati insufficienti                                                                             | Le iene striate sono protette dalla legge. |  |
| Iraq                                     | 100-1000                    | In pericolo                                                                                    | La popolazione di iene dell'Iraq è in diminuzione, nonostante la caccia sia regolamentata da leggi per la tutela dell'ambiente. |  |
| Kenya                                    | 1000-2000                   | Rischio minimo                                                                                 | È probabile che in Kenya la popolazione di iene striate sia in diminuzione a causa dell'aumento della distruzione dell'habitat e del bracconaggio. |  |
| Kuwait                                   | 0                           | Probabilmente estinta                                                                          | |  |
| Libano                                   | Sconosciuta                 | Dati insufficienti                                                                             | |  |
| Libia                                    | Sconosciuta                 | Dati insufficienti                                                                             | |  |
| Mali                                     | Sconosciuta                 | Dati insufficienti                                                                             | |  |
| Marocco                                  | 50-500                      | In pericolo                                                                                    | Nonostante siano protette dalla legge, la popolazione di iene è in drastica diminuzione, e i pochi individui rimasti si sono ritirati sulle montagne nel sud del paese. |  |
| Mauritania                               | Sconosciuta                 | Dati insufficienti                                                                             | |  |
| Nepal                                    | 10-50                       | Dati insufficienti                                                                             | Nonostante sia confermata la presenza di una piccola popolazione di iene, la protezione della specie non è considerata una priorità dal governo. |  |
| Niger                                    | 100-500                     | In pericolo                                                                                    | La popolazione è in declino a causa della caccia e delle campagne di persecuzione ufficialmente autorizzate dal governo, nonché dalla perdita dell'habitat e del pascolo eccessivo. |  |
| Nigeria                                  | Sconosciuta                 | In pericolo                                                                                    | |  |
| Oman                                     | 100-1000                    | In pericolo                                                                                    | Nonostante non siano protette, le iene striate non sono perseguitate ufficialmente, e sono considerate utili spazzini. |  |
| Pakistan                                 | Sconosciuta                 | Dati insufficienti                                                                             | |  |
| Palestina                                | 100-170                     | In pericolo                                                                                    | Nonostante la popolazione di iene sia nuovamente aumentata dopo le intense campagne di avvelenamento con la stricnina del 1918-1948 ad opera delle entità sioniste occupanti, e la specie sia protetta dalla legge, popolazioni consistenti di questo animale sono difficilmente ospitabili a causa di riserve naturali troppo piccole. Principale minaccia per questi animali sono gli incidenti stradali. |  |
| Sahara Occidentale                       | Sconosciuta                 | Dati insufficienti                                                                             | |  |
| Senegal                                  | 50-100                      | In pericolo                                                                                    | |  |
| Siria                                    | Sconosciuta                 | Dati insufficienti                                                                             | |  |
| Somalia                                  | Sconosciuta                 | Dati insufficienti                                                                             | |  |
| Sudan                                    | Sconosciuta                 | Dati insufficienti                                                                             | |  |
| Tagikistan                               | Sconosciuta                 | In pericolo                                                                                    | |  |
| Tanzania                                 | Sconosciuta                 | Dati insufficienti                                                                             | Le iene striate possono essere cacciate, ma generalmente non sono specie oggetto di caccia. La principale causa di mortalità è costituita dagli incidenti stradali. |  |
| Tunisia                                  | Sconosciuta                 | Dati insufficienti                                                                             | |  |
| Turchia                                  | Piccole popolazioni isolate | In pericolo                                                                                    | |  |
| Turkmenistan                             | 100-500                     | In pericolo                                                                                    | La specie è in diminuzione a causa della caccia, nonostante la specie compaia sulla Lista Rossa delle Specie in Pericolo del paese. |  |
| Uzbekistan                               | 25-100                      | In pericolo                                                                                    | La popolazione di iene striate è diminuita nel corso degli ultimi decenni a causa della caccia intensa e della perdita dell'habitat, nonostante la specie compaia sulla Lista Rossa delle Specie in Pericolo del paese e sia protetta dalla legge. |  |
| Yemen                                    | Sconosciuta                 | Dati insufficienti                                                                             | |  |

## Relazioni con l'uomo

### Folklore e mitologia

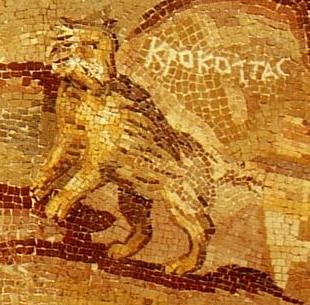
Iena striata nel mosaico del Nilo di Palestrina.

Le iene striate compaiono spesso nella letteratura e nel folklore del Medio Oriente, generalmente come simbolo di tradimento e di stupidità. Nel Vicino e nel Medio Oriente questi animali vengono generalmente considerati come incarnazioni fisiche dei jinn. Zakariya al-Qazwini (1204-1283) scrisse in lingua araba di una tribù chiamata «popolo della iena». Nel libro Le meraviglie del creato e gli aspetti miracolosi delle cose esistenti (عجائب المخلوقات وغرائب الموجودات), scrisse che se uno dei membri di questa tribù si trovasse in un gruppo anche di 1000 persone, una iena sarebbe subito in grado di localizzarlo e divorarlo. In un trattato medico persiano del 1376 sta scritto come curare gli uomini cannibali noti come kaftar, che si diceva fossero «metà uomo, metà iena». Al-Doumairy, negli scritti Hawayan Al-Koubra (1406), scrisse che le iene striate erano creature vampiresche che attaccavano gli uomini di notte succhiandone il sangue dal collo. Scrisse inoltre che le iene attaccavano solamente le persone coraggiose. Il folklore arabo racconta di come le iene possono ipnotizzare le vittime con gli occhi o talvolta con i loro feromoni. Fino alla fine del XIX secolo, i greci credevano che i corpi dei licantropi, nel caso non venissero distrutti, si sarebbero aggirati sui campi di battaglia sotto forma di iene vampiro che bevevano il sangue dei soldati morti. La reputazione delle iene striate in Afghanistan, India e Palestina è più multiforme. Seppur temute, esse erano anche simboli di amore e fertilità, e di conseguenza con parti del corpo di questi animali venivano fabbricati filtri d'amore di ogni sorta. Tra i beluci e nel nord dell'India si dice che le streghe o i maghi cavalchino iene striate durante la notte.
Il termine arabo per indicare la iena striata compare in alcuni toponimi di Israele, ad indicare le valli conosciute come Shaqq al-Diba (vale a dire «fenditura delle iene») e Wadi Abu Diba (cioè «valle delle iene»). Entrambi i luoghi sono stati interpretati da alcuni studiosi come la biblica valle di Zeboim menzionata in I Samuele 13:18. Iena in ebraico si dice tzebua o zevoa, che letteralmente significa «creatura che ulula». Nonostante la versione CEI della Bibbia traduca questa parola (che compare nel Libro di Geremia 12:9) con «uccello variopinto», Henry Baker Tristram ha sostenuto che con maggiore probabilità il testo alluda proprio ad una iena.
Nello gnosticismo, l'arconte Astaphaios viene rappresentato con la faccia di iena.

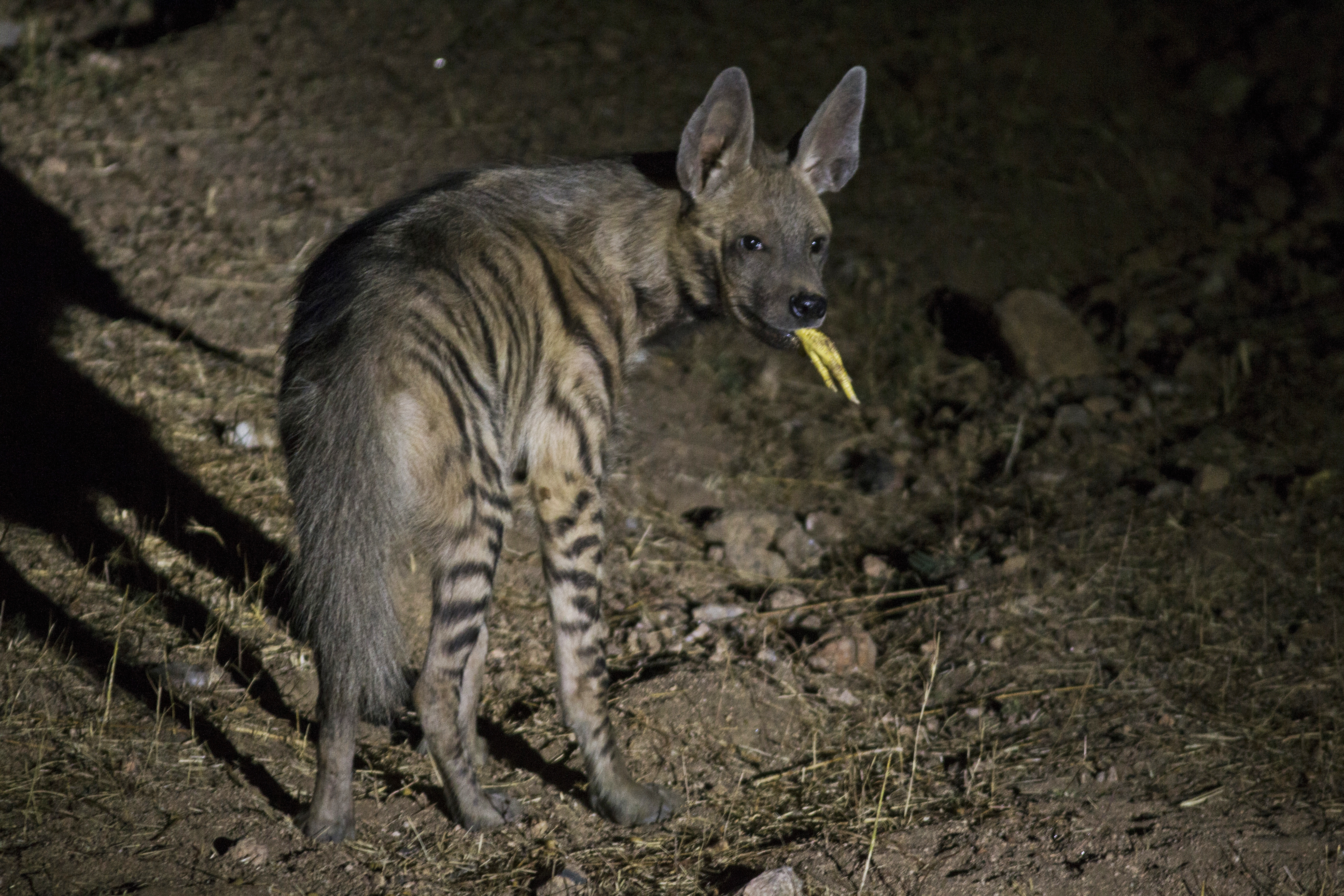
Iena striata nella discarica di un allevamento di polli a Dahod, Gujarat, India.

### Danni al bestiame e ai raccolti
La iena striata è talvolta implicata nell'uccisione di capi di bestiame, in particolare di capre, pecore, cani e pollame. Le testimonianze al riguardo sono numerose, ma è probabile che in molti di questi casi le iene coinvolte abbiano solamente consumato carcasse di animali già morti e non abbiano dato loro la caccia. Nonostante nella maggior parte delle aree dove la specie è presente gli attacchi al bestiame siano piuttosto rari, essi sono abbastanza frequenti in Egitto, Etiopia, India, Iraq e, forse, Marocco. In Turkmenistan le iene uccidono i cani, mentre nel Caucaso, oltre ai cani, abbattono anche pecore e altri piccoli animali. In Iraq, negli anni cinquanta, sono state registrate anche uccisioni di cavalli e asini. Cani, pecore e capre vengono di tanto in tanto uccisi dalle iene anche in Africa. Uccisioni di pecore, capre e asini sono state registrate in Nordafrica, Israele, Iran, Pakistan e India, di cavalli in Iran e di cani in India.
Se ne hanno l'occasione, le iene striate causano anche danni alle piantagioni di meloni e di palme da dattero in Israele ed Egitto, e a quelle di cocomeri e di meloni verdi in Turkmenistan.

### Attacchi all'uomo e profanazione di tombe

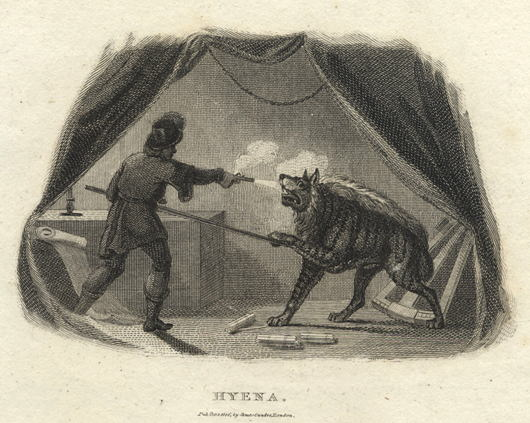
Uomo attaccato da una iena striata in un'incisione tratta da The Naturalist's Cabinet (1806).

In circostanze ordinarie le iene striate sono estremamente timide nei confronti dell'uomo, ma con la notte possono divenire più audaci. In rare occasioni alcuni esemplari hanno ucciso e divorato esseri umani. Negli anni ottanta del XIX secolo, nel Governatorato di Erivan, una iena attaccò numerose volte gli esseri umani, specialmente bambini addormentati, nell'arco di un periodo di tre anni: nell'arco di un solo anno rimasero feriti 25 bambini e 3 adulti. Le aggressioni spinsero le autorità locali ad istituire una ricompensa di 100 rubli per ogni iena uccisa. In epoca successiva altri attacchi furono registrati in alcune parti della Transcaucasia, in particolare nel 1908. Durante gli anni trenta e quaranta, in Azerbaigian, le iene striate uccisero bambini che stavano dormendo in cortile. Nel 1942, una guardia che dormiva nella sua capanna fu sbranata da una iena a Qalıncaq. Casi di bambini portati via di notte dalle iene sono stati registrati anche nella riserva naturale di Badhyz, nel sud-est del Turkmenistan. Un altro attacco ai danni di un bambino avvenne nei dintorni di Serakhs nel 1948. Alcuni attacchi sono avvenuti anche in India: si ritiene che nel 1962 nove bambini siano stati catturati dalle iene nella città di Bhagalpur, nello Stato del Bihar, nell'arco di sei settimane, mentre altri 19 bambini fino all'età di quattro anni furono uccisi da questi animali nel Karnataka e nel Bihar nel 1974. Un'analisi sugli attacchi all'uomo da parte degli animali selvatici durante un periodo di cinque anni nello Stato indiano del Madhya Pradesh ha mostrato che le iene avevano attaccato solamente tre persone, cifra di gran lunga inferiore se paragonata agli uomini uccisi da lupi, gaur, cinghiali, elefanti, tigri, leopardi e orsi giocolieri.
Nonostante gli attacchi all'uomo siano rari, più numerosi sono i casi in cui iene striate si sono cibate di cadaveri umani. In Turchia sulle tombe vengono disposte delle pietre per evitare che le iene disseppelliscano i corpi. Durante la prima guerra mondiale, quando i turchi imposero la coscrizione (safar barlek) sul monte Libano, molti renitenti alla leva fuggirono verso nord: un gran numero di essi morì e i loro corpi furono successivamente divorati dalle iene.

### Caccia

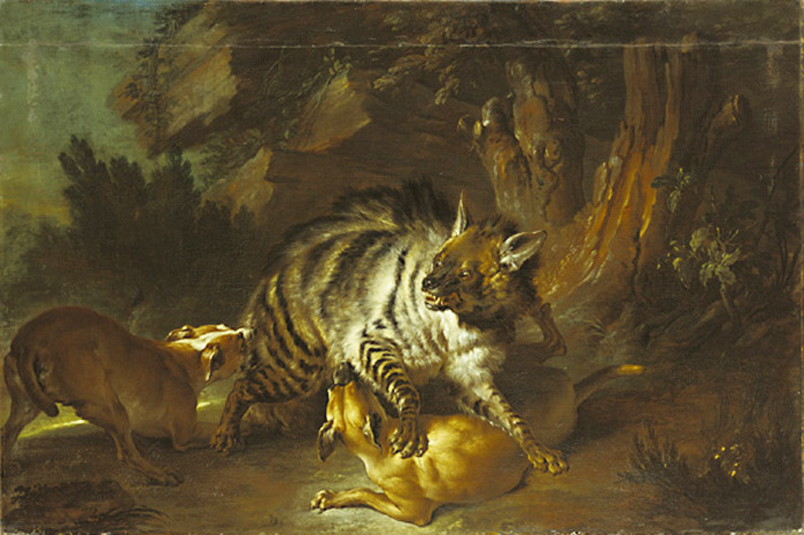
Hyena (1739) di Jean-Baptiste Oudry.

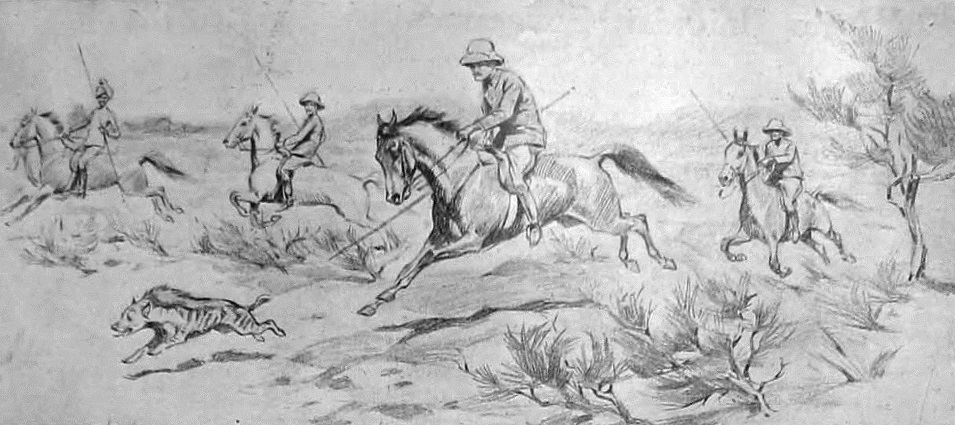
Caccia alla iena striata con la lancia nell'India britannica; illustrazione tratta da The Graphic.

Le iene striate venivano cacciate dai contadini dell'antico Egitto, sia per dovere che per divertimento, assieme ad altri animali che costituivano una minaccia per i raccolti e per il bestiame. Presso i cacciatori algerini del passato chi uccideva una iena striata veniva considerato un uomo di scarsa dignità, data la reputazione di codardia che circonda questa specie. Pensavano lo stesso anche i cacciatori sportivi europei dell'India britannica. Nonostante le iene striate siano in grado di abbattere rapidamente un cane con un unico morso, generalmente si fingono morte quando per loro è impossibile sfuggire ai cani da caccia, e rimangono in questo stato per lunghi periodi, perfino quando vengono morse in malo modo. In alcune rare occasioni, le iene venivano inseguite e colpite con la lancia da uomini a cavallo. Anche se quasi sempre le iene non erano abbastanza veloci da riuscire a seminare i cavalli, avevano l'abitudine di cambiare spesso direzione durante gli inseguimenti, e la caccia poteva così protrarsi a lungo. Generalmente, però, le iene venivano cacciate soprattutto perché ritenute animali nocivi e non per divertimento; a causa delle loro abitudini saprofaghe, danneggiavano i crani, le pelli e altre parti delle prede catturate negli accampamenti dei cacciatori, e questo le rendeva molto impopolari agli occhi di questi sportivi. In Unione Sovietica la caccia alla iena non era particolarmente organizzata. La maggior parte delle iene venivano catturate accidentalmente con trappole destinate ad altri animali. Alcuni cacciatori delle regioni meridionali del Punjab, di Kandahar e di Quetta catturavano vive le iene striate per utilizzarle nei combattimenti. Esse venivano fatte lottare contro cani specialmente addestrati e se necessario venivano tirate indietro con delle corde. Nella regione di Kandahar appositi cacciatori, chiamati localmente payloch («piede nudo»), danno la caccia alle iene striate entrando nelle loro tane nudi con un cappio in mano. Quando la iena si trova spalle al muro alla fine della tana, il cacciatore mormora la formula magica «trasformati in polvere, trasformati in pietra»: così facendo, l'animale entra in uno stato ipnotico di totale sottomissione e a quel punto il cacciatore può passare il cappio attraverso le zampe anteriori dell'animale e, infine, trascinarlo fuori dalla caverna. Una tecnica simile veniva praticata un tempo anche dai cacciatori arabi della Mesopotamia. Essi entravano nella tana di uno di questi animali e, credendo che potesse comprendere la lingua araba, lo «adulavano» mormorandogli: «Tu sei molto bella e carina e somigli molto a un leone; anzi, sei un leone». La iena, allora, avrebbe permesso al cacciatore di metterle un cappio attorno al collo e, senza opporre resistenza, farsi trascinare fuori dalla sua dimora.
Il manto della iena è costituito da una pelliccia rada e di consistenza grossolana, e le poche pelli vendute dai cacciatori vengono spesso immesse sul mercato come pelli di cane o di lupo di scarsa qualità. Le pelli di questo animale, tuttavia, venivano un tempo utilizzate per preparare pelli di camoscio. Il prezzo di vendita di una pelle di iena in Unione Sovietica variava tra 45 copechi e 1 rublo e 80 copechi.

### La iena striata come cibo

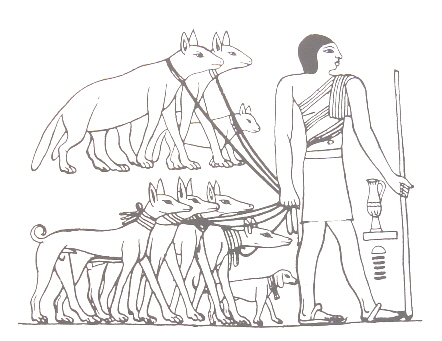
Iene striate ammaestrate al guinzaglio in un bassorilievo dell'antico Egitto.

Un bassorilievo raffigurato sulla tomba di Mereruka a Saqqara indica che gli egizi dell'Antico Regno alimentavano a forza le iene con lo scopo di farle ingrassare e poterle successivamente utilizzare come fonte di cibo; alcuni studiosi, tuttavia, sostengono che gli animali rappresentati siano in realtà dei proteli. Le iene striate vengono ancora mangiate dai contadini egiziani, dai beduini arabi, dai lavoratori palestinesi, dai beduini del Sinai, dai Tuareg e in Somalia. La carne di questi animali viene considerata halal dall'Islam; a tale riguardo, in un hadith di Maometto riportato nel libro dell'imam At-Tirmithi di Abu 'Ammaar, si racconta che Jaabir chiese al Profeta: «La iena è considerata un animale cacciabile?». Lui rispose: «Sì». «Posso mangiarla?». Lui rispose: «Sì». Jaabir chiese: «Avete udito questo dal messaggero di Allah?». Lui rispose: «Sì». Presso i beduini dell'Arabia, tuttavia, la carne di iena viene considerata più come un farmaco che come cibo.

### La iena striata nella magia popolare
Gli antichi greci e i romani credevano che il sangue, gli escrementi, il retto, i genitali, gli occhi, la lingua, il pelo, la pelle e il grasso, nonché varie parti del corpo della iena ridotte in cenere, fossero efficaci mezzi per allontanare il malocchio e garantire amore e fertilità. Greci e romani credevano che i genitali di una iena «mantenessero una coppia unita in pace» e che l'ano di una iena indossato come un amulato sulla parte superiore del braccio rendesse il suo possessore maschile irresistibile agli occhi delle donne. Nelle regioni occidentali e meridionali dell'Asia le parti del corpo della iena occupano una parte di primo piano nella fabbricazione di filtri d'amore e di amuleti. Secondo il folklore iraniano una pietra presente nel corpo delle iene garantirebbe protezione a chiunque la portasse sulla parte superiore del braccio. Nella provincia pakistana del Sindh i musulmani locali posizionano il dente di una iena striata sopra le bruciature per non perdere il baraka del latte. In Iran una pelle essiccata di iena viene considerata un potente amuleto che obbliga chiunque a soccombere al fascino del suo possessore. In Afghanistan e Pakistan i peli della iena striata vengono utilizzati sia come filtri d'amore che come un amuleto contro le malattie. Il sangue di iena viene tenuto in grande considerazione nelle regioni settentrionali dell'India come potente farmaco, mentre sempre nella stessa mangiare la lingua di una iena aiuterebbe a combattere i tumori. Nel Khyber Pakhtunkhwa il grasso di iena, una volta bruciato, viene applicato sui genitali maschili o talvolta assunto per via orale per garantire virilità, mentre in India il grasso serve come cura per i reumatismi. In Afghanistan alcuni mullah indossano la vulva (kus) di una femmina di iena striata avvolta nella seta sotto le ascelle per una settimana. Se un uomo parla nella vulva della donna che desidera, potrà farla sua. Questa credenza è all'origine del detto proverbiale dari kus-e kaftar bay, nonché del pashto kus-e kaftar, che letteralmente significa «Andrà tutto liscio come se si guardasse nella vulva di una iena striata». Nella Provincia della Frontiera del Nord-ovest e in Belucistan i pashtun conservano la vulva di iena nella polvere di vermiglione, anch'esso considerato afrodisiaco. Il retto di una iena striata appena uccisa viene allo stesso modo utilizzato da omosessuali e bisessuali per attrarre giovani uomini. Ciò ha portato all'espressione «avere l'ano di una iena [striata]» per indicare qualcuno di attraente e con molti amanti. Il pene di iena striata tenuto in una piccola scatola riempita di polvere di vermiglio può essere utilizzato per le stesse ragioni.

### Addomesticabilità
La iena striata è facilmente addomesticabile e può essere facilmente ammaestrata, specialmente da giovane. Nonostante gli antichi egizi non considerassero la iena striata un animale sacro, è stato ipotizzato che l'addomesticassero per utilizzarla nella caccia. Se ammaestrati con rigore, questi animali possono infine diventare affettuosi e amabili come i cani domestici, anche se emettono un odore così pungente che nemmeno una grande quantità di bagni riuscirà a coprire. Anche se gli esemplari selvatici uccidono i cani, le iene striate allevate in cattività possono stringere forti legami con loro.